# 극장판 후르츠 바스켓: 프렐류드
《극장판 후르츠 바스켓: 프렐류드》(일본어: フルーツバスケット -prelude-)는 2022년 2월 18일 개봉된 극장판이다.

## 등장인물

### 주연
혼다 쿄코(일본어: 本田恭子)
성우 - 사와시로 미유키
혼다 카츠야(일본어: 本田克也)
성우 - 호소야 요시마사

### 조연
혼다 토오루(일본어: 本田徹)
성우 - 이와미 마나카
소마 유키(일본어: 相馬由紀)
성우 - 시마자키 노부나가
소마 쿄우(일본어: ソマ・キウ)
성우 - 우치다 유우마